# Comté de Clinton (Kentucky)
Pour les articles homonymes, voir Comté de Clinton.
Le comté de Clinton est un comté de l'État du Kentucky, aux États-Unis, fondé en 1836. Son siège est basé à Albany.
C'est un dry county.

## Histoire
Le comté a été fondé le 20 février 1836, à partir des comtés de Cumberland et Wayne. Il a été nommé d'après le gouverneur de New York DeWitt Clinton.